# 포충균목
포충균목(Zoopagales)은 포충균강에 속하는 균류 목의 하나이다. 육식성 균류로 윤형동물을 포식하기도 한다. 5과 22속 190종을 포함하고 있다.

## 하위 분류
- Cochlonemataceae
- Helicocephalidaceae
- Piptocephalidaceae
- Sigmoideomycetaceae
- Zoopagaceae
- 분류가 불확실(incertae sedis)한 속
  - Basidiolum
  - Massartia